# Alagirskij rajon
L'Alagirskij rajon (in russo Алагирский район?) è uno degli otto rajony nei quali è divisa l'Ossezia Settentrionale-Alania; ha come capoluogo Alagir. Occupa una superficie di 2135 chilometri quadrati e sono stati censiti al 2010 34.361 abitanti.